# ATelecine
Atelecine (originariamente scritto aTelecine) è un gruppo industrial/noise/sperimentale originario di Sacramento (California).
Il gruppo viene fondato nel 2008 dall'attrice Sasha Grey e Pablo St. Francis, affiancati dal fotografo Ian Cinnamon, dapprima in fase di mixaggio e produzione dell'esordio discografico, avvenuto nel 2009 con il 7" AVigillant Carpark, e successivamente come musicista insieme al regista Anthony D'Juan durante la registrazione del primo album A Cassette Tape Culture.
Da allora il collettivo ha subito diversi cambiamenti di formazione, che attualmente è composta da  Ian Cinnamon (unico membro presente in studio durante tutte le pubblicazioni) e Ništa Nil Nada.

## Formazione

### Formazione attuale
- Ian Cinnamon (2008-presente)
- Ništa Nil Nada (2021-presente)

### Ex componenti
- Pablo St. Francis (2008-2017)
- Sasha Grey (2008-2013)
- Anthony D'Juan (2008-2013)
- Sveio (2014-2016)

## Discografia

### Album in studio
- 2010 - A Cassette Tape Culture
- 2010 - ...And Six Dark Hours Pass
- 2011 - The Falcon And The Pod
- 2011 - A Cassette Tape Culture (Phase 2)
- 2011 - A Cassette Tape Culture (Phase 3)
- 2012 - Sounds That Gods Fear (Welcome To Cosmic Nightmare Culture)
- 2012 - Entkopplung
- 2013 - The Origin Of The Obsolete Robot
- 2014 - The Inverse Of Square
- 2015 - The Burden Of Memory
- 2017 - Anonymous Holes
- 2021 - Analog Sounds For Unknown Films
- 2023 - I Remember Halloween
- 2024 - Aborted Fetuses: The Lost & Remixed

### EP
- 2009 - aVigillant Carpark
- 2014 - 'Second Secrets E.P.
- 2014 - Der Baum Der Bosen E.P.
- 2015 - Shadow Sides E.P.
- 2017 - Inside The Pod! E.P."
- 2017 - A3 - 21 E.P.